# Oma Desala
Oma Desala (»Mati Narava«) je lik v seriji Zvezdna vrata SG-1, pripadnica rase Starodavnih, ki so se »povzpeli« in živijo kot energija. V prvem delu, kjer se pojavi, jo igra Carla Boudreau, v vseh nadaljnjih pa Mel Harris.
Oma je nasprotovala pravilu, ki prepoveduje vmešavanje v zadeve nižjih svojev, zaradi česar so jo izgnali. Imela je svoje svetišče, imenovano Kheb, v katerem je preko meniha omogočala povzpetje vsem ljudem. Tako jo je nekoč Anubis, ko je izgubil vso svojo vojsko, prevaral. Ko je spoznala, kaj je storila, se je odločila reševati njegove žrtve - to je vidno v 1. delu 7. sezone, ko omogoči povzpetje vsem prebivalcem Abidosa. Izgine v 18. delu 8. sezone, v katerem jo Daniel pregovori, da sproži »samouničenje« in s tem pogubi Anubisa ter v zadnjem trenutku reši celotno galaksijo